# Lightweight TT
La Lightweight TT è una categoria motociclistica che si svolge durante il Tourist Trophy, evento che si tiene ogni anno sull'Isola di Man. Dal 1949 al 1976 era parte del motomondiale. A causa del ridotto numero di iscritti la gara era stata eliminata a partire dall'edizione 2005 del Tourist Trophy, per essere poi riammessa a partire dall'edizione 2012, quando il Lightweight TT viene disputato con moto di tipo Supertwins, bicilindriche di 650 cm³ derivate dalla serie.

## Storia
La prima gara venne svolta durante l'edizione del 1922. Venne vinta da Geoff S. Davidson su Lewis alla media di 80,29 km/h (49,89 miglia orarie). Il circuito utilizzato era lo Snaefell Mountain Course che andava percorso sette volte. Dal 1954 al 1959 la gara veniva disputata sul Clypse Course.